# Selenisa dimidiaria
Selenisa dimidiaria är en fjärilsart som beskrevs av Paul Mabille 1893. Selenisa dimidiaria ingår i släktet Selenisa och familjen nattflyn. Inga underarter finns listade i Catalogue of Life.